# Пентасеребролантан
Пентасеребролантан — бинарное неорганическое соединение, интерметаллид
лантана и серебра
с формулой Ag5La,
кристаллы.

## Получение
- Сплавление стехиометрических количеств чистых веществ:

{\displaystyle {\mathsf {La+5Ag\ {\xrightarrow {825^{o}C}}\ Ag_{5}La}}}

## Физические свойства
Пентасеребролантан образует кристаллы нескольких модификаций:
- α-Ag5La, структура типа дицинкмагния MgZn2 (фаза Лавеса), существует при температуре ниже 540 °C;
- β-Ag5La, гексагональная сингония, пространственная группа P 63/mmc, параметры ячейки a = 0,5569 нм, c = 0,90775 нм, Z = 2, существует при температуре выше 540 °C[1][2][3][4][5][6].

Соединение образуется по перитектической реакции при температуре 825 °C.